# Пембервил (Охајо)
Пембервил (енгл. Pemberville) град је у америчкој савезној држави Охајо.

## Демографија
По попису из 2010. године број становника је 1.371, што је 6 (0,4%) становника више него 2000. године.
| Група             | 2000.         | 2010.         |
| Белци             | 1.277 (93,6%) | 1.260 (91,9%) |
| Афроамериканци    | 0 (0,0%)      | 2 (0,1%)      |
| Азијати           | 0 (0,0%)      | 3 (0,2%)      |
| Хиспаноамериканци | 70 (5,1%)     | 90 (6,6%)     |
| Укупно            | 1.365         | 1.371         |